# 天主教伊科特埃佩內教區
天主教伊科特埃佩內教區 （拉丁語：Diocesis Ikotekpenensis）是尼日利亞一個羅馬天主教教區，屬卡拉巴爾總教區。
1964年3月1日升為教區。2006年有教友101,373人（佔轄區人口10.9%）、三十六個堂區、八十六名司鐸。現任教區主教為卡米勒斯‧雷蒙‧烏莫。